# سرقت در ساعت ۳... و نیم
سرقت در ساعت ۳... و نیم (کاتالونیایی: Atraco a las 3... y media) یک فیلم کمدی اسپانیایی اسیت که در ۲۰۰۳ منتشر شد. این فیلم بر پایهٔ سرقت در ساعت ۳ (۱۹۶۲) به کارگردانی خوزه ماریا فورکه ساخته شد.

## گزیدهٔ بازیگران
- مانوئل الکساندره
- السا پاتاکی
- نئوس آسنسی
- چوس لامپره‌آبه
- بئاتریس ریکو
- ناتالیا مییان